# Fórmula de Vigário
A fórmula de vigário foi criada pelo Vítor Hugo Silva, que reside em Portugal, Gondomar.
A fórmula mostra que o valor Pi ( π ) é superior ao seno de α onde α é a soma dos ângulos externos de um polígono regular com raio 1 a dividir pelo número de lados, a dividir por 2 e multiplicado pelo numero de lados do polígono regular.
A inequação é dada por:
{\displaystyle \pi >\sin {\frac {\alpha }{2}}\times n}
Onde {\displaystyle \alpha } é o número de um ângulo externo de um polígono regular: {\displaystyle \alpha =180-{\frac {180\times (n-2)}{n}}},
e onde {\displaystyle n} é o número de lados do polígono.
Exemplo:
Para um polígono com 96 lados temos {\displaystyle n=96}
Então calculamos o {\displaystyle \alpha } pela equação dada em cima :
{\displaystyle \alpha =180-{\frac {180\times (96-2)}{96}}}
Assim:
{\displaystyle \alpha =3.75}
Assim podemos escrever {\displaystyle \sin {\frac {3.75}{2}}\times 96\approx 3.1410} ou seja: {\displaystyle \pi >3.1410}
Podemos chegar à conclusão que quanto maior for o número de lados do polígono regular com raio=1 mais se aproxima do valor do Pi.
A fórmula também estabelece a relação entre o perímetro dentro de uma circunferência com raio 1 e o valor do Pi.